# 温泉郷
温泉郷（おんせんきょう、おんせんごう）は、一定の範囲内に集まっている温泉または温泉街の総称である。範囲の取り方については明確な規定もなく、また温泉郷を名乗る上での明確な規定もない。

## 概要
温泉郷は、旅行ガイドブックなどで用いられる表現であった。石川理夫の著書『温泉法則』によれば、江戸時代には「温泉郷」という表現は用いられずに「箱根七湯」、「別府十湯」のように名数での表現が主流であった。「温泉郷」という語を用いた古い文献としては、1909年（明治42年）出版の大町桂月著『行雲流水』、1918年（大正7年）出版の田山花袋著『温泉めぐり』が挙げられる。
その後、第二次世界大戦前の鉄道省が出版した『温泉案内』において、「温泉郷」という表現が多用されるようになり、表現が定着していった。また戦後は複数の温泉地を国民保養温泉地に指定する際に用いられる表現としても用いられ、国民保養温泉地指定の際の「温泉郷」表記利用の最初のケースは、1957年（昭和32年）9月27日指定の熊野本宮温泉郷（湯の峰温泉、川湯温泉、渡瀬温泉）である。
「温泉郷」の表記が多くなるにつれ、観光宣伝のために自ら「温泉郷」を名乗る温泉地が登場するようになる。知名度の高くない温泉地が、知名度の高い温泉地名を借りる目的で名乗る場合などがある。行政区分内の温泉地の宣伝の公平性のために、地元観光協会が市町村名を冠した温泉郷を宣伝で用いる場合もある。
さらに、「温泉郷」という言葉の響きの良さから既存の温泉地も宣伝の際に敢えて温泉郷を名乗る事も多い。それは今日、ボーリングなどによって新たに増加した温泉施設や新興温泉などとの差別化を図るために、昔ながらの温泉街が形成され、温泉旅館などが建ち並ぶような温泉地であることをアピールするためである。しかしながら実際には新興の温泉地も積極的に「温泉郷」の名称を用いており、実際差別化にはつながっていない。
その一方で、複数の温泉で構成される温泉郷でありながら「温泉郷」を名乗らない南紀白浜温泉などの例もある。また箱根温泉や別府温泉といった地域にも「箱根温泉郷」、「別府温泉郷」という表現が用いられる場合もあるが、これらは大規模で中に複数の「○○温泉郷」と呼ばれる温泉地が含まれていて入れ子状態になっているなど、世間一般での温泉郷の定義はとても混乱している。

## 温泉郷と範囲
温泉郷の範囲の起因と温泉郷名ついて、代表例を記す。

### 山に由来した範囲
- 乳頭温泉郷（乳頭山）
- 八幡平温泉郷（八幡平）
- 那須温泉郷（那須岳）
- ニセコ温泉郷（ニセコアンヌプリ）

### 川に由来した範囲
- 奥入瀬渓流温泉（旧十和田湖温泉郷、温泉郷は十和田湖から奥入瀬渓流を下った先に存在）
- 塩原温泉郷（箒川）
- 石和温泉郷（笛吹川とその支流。ただし、笛吹市域内に限る）

以下2つは、川沿いの峡谷にあることから「温泉峡」を名乗る
- 花巻南温泉峡（豊沢川）
- 湯田温泉峡（和賀川とその支流）

### その他地形に由来
- 田沢湖高原温泉郷（田沢湖高原）
- 湯田中渋温泉郷（志賀高原）- ただし、発哺温泉などは該当しない
- 富士河口湖温泉郷（河口湖）

### 地域名に由来した範囲
- 奥飛騨温泉郷（岐阜県高山市）
- 浜坂温泉郷（兵庫県新温泉町）
- 加賀温泉郷（石川県加賀市）
- 南知多温泉郷（愛知県）- 新興温泉地が用いた例
- みやぎ蔵王温泉郷（宮城県仙南地域）
- 鳴子温泉郷（宮城県大崎市（旧鳴子町））

### 行政区分に由来した範囲
- 碇ヶ関温泉郷（青森県平川市（旧碇ヶ関村村域）
- 黒石温泉郷（青森県黒石市（（旧黒石町域）

その他、大町温泉郷のように単独地域で温泉郷を名乗る例も存在する。